# Вішагу
Вішагу (рум. Vișagu) — село у повіті Клуж в Румунії. Входить до складу комуни Секуєу.
Село розташоване на відстані 367 км на північний захід від Бухареста, 58 км на захід від Клуж-Напоки.

## Населення
За даними перепису населення 2002 року у селі проживали 362 особи, усі — румуни. Усі жителі села рідною мовою назвали румунську.